# Gesellschaft für Angstforschung
Die Gesellschaft für Angstforschung e. V. (GAF) ist ein eingetragener Verein, dessen Mitglieder die Entstehung und Behandlung von Angststörungen wissenschaftlich untersuchen.

## Geschichte
Die Gesellschaft für Angstforschung wurde als Verein am 26. Mai 1999 in Göttingen von Borwin Bandelow, Bernd Lörch, Barbara Alm, Matthias Brasser, Susanne Hagen, Verena Henkel und Robert Halla gegründet.
Ziel der Gesellschaft ist die wissenschaftliche Erforschung von Angsterkrankungen; dies umfasst sowohl die Erforschung der Bedingungen, die an der Entstehung von Angsterkrankungen beteiligt sind, als auch die Erforschung von Behandlungsoptionen. Neben der Konzeption wissenschaftlicher Projekte im Gegenstandsfeld, organisiert die Gesellschaft auch Fortbildungsveranstaltungen und verleiht ein Klinikzertifikat an Einrichtungen, die in der Behandlung von Angsterkrankungen besondere Qualitätsstandards erfüllen. Die Gesellschaft ist kooperierende Fachgesellschaft der Deutschen Gesellschaft für Psychiatrie und Psychotherapie, Psychosomatik und Nervenheilkunde und war beteiligte Fachgesellschaft bei der Erstellung der S3-Leitlinie „Behandlung von Angststörungen“.
Erster Vorsitzender der GAF ist Peter Zwanzger (Wasserburg am Inn), zweite Vorsitzende ist Katharina Domschke (Freiburg) und Geschäftsführer ist Andreas Ströhle (Berlin). Borwin Bandelow ist Ehrenvorsitzender (Stand: 2022).

## Jahrestagungen

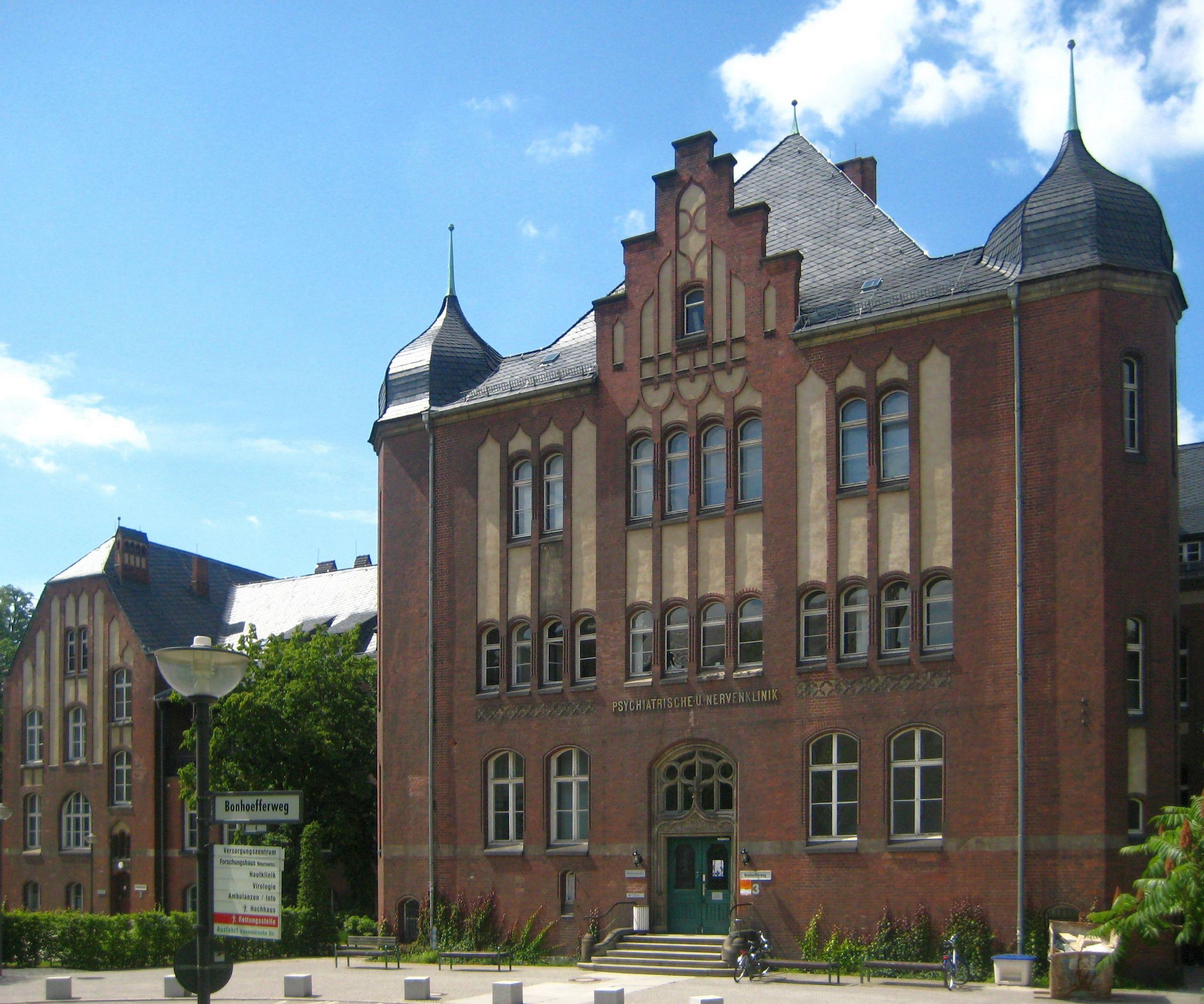
Veranstaltungsort 2022: Psychiatrische Klinik und Nervenklinik, Campus Charité Mitte

Die GAF veranstaltet einmal im Jahr eine Fachtagung, die an wechselnden Orten ausgerichtet wird. Üblicherweise erfolgen die Tagungen im November, zwei bis drei Wochen vor der DGPPN-Tagung. Die GAF-Tagungen der letzten Jahre fanden an folgenden Orten statt:
- 2007: Würzburg
- 2008: Göttingen
- 2009: Münster
- 2010: Berlin
- 2011: Tübingen
- 2012: Würzburg
- 2013: Göttingen
- 2014: Berlin
- 2015: Wasserburg am Inn
- 2016: Tübingen
- 2017: München
- 2018: Freiburg im Breisgau
- 2019: Würzburg
- 2020: Göttingen (Absage wegen COVID-19-Pandemie)
- 2021: Göttingen
- 2022: Berlin
- 2023: Tübingen
- 2024: Freiburg im Breisgau